# Muerte de Mame Mbayé
La muerte de Mame Mbayé ocurrió el 15 de marzo de 2018 en el barrio de Lavapiés, en Madrid (España). El fallecimiento de Mbayé provocó una serie de disturbios en Lavapiés.

## Biografía de Mame Mbayé
Mame Mbaye Ndiaye nació en Pire Goureye, al norte de Senegal, aproximadamente en 1983. En 2003 decidió migrar de forma ilegal hacia Europa en busca de mejores condiciones de vida. Para ello tuvo que cruzar hasta cuatro países que separaban Senegal del mar Mediterráneo. En Argelia consiguió un trabajo en la construcción, con el que pudo ahorrar para pagar a las mafias del tráfico de personas. Ya en Marruecos se instaló en un campamento improvisado en los montes cercanos a la ciudad de Nador, a tan solo 15 kilómetros de la ciudad española de Melilla. En 2004, tras dos intentos fallidos, logró saltar la valla fronteriza de Melilla.
Arribó a la Península ibérica tras estar recluido en el CETI de Melilla durante tres meses. En España se dedicó a la venta callejera de productos de perfumería en la modalidad conocida como top manta, lo que le permitía sobrevivir.

## Muerte
La tarde del 15 de marzo de 2018, Mbayé estaba junto a dos compañeros en la plaza Mayor de Madrid ofreciendo sus productos cuando tres agentes de la Policía Municipal que se realizaban un control policial les solicitaron sus identificaciones. La reacción habitual ante esta situación era la rápida huida del control, acción que emprendieron Mbayé y sus compañeros. Tras unos minutos de persecución, Mbayé cayó desplomado al suelo cuando atravesaba el número 10 de la calle del Oso. Otras fuentes señalan que Mbayé regresaba a su domicilio tras una jornada de venta ambulante en la Puerta del Sol y que no fue requerido por la policía ni estuvo en un control policial.
Unos agentes de policía que patrullaban por la zona atendieron al senegalés y le realizaron maniobras de reanimación. A los 20 minutos llegó el SAMUR para continuar con la atención médica, pero finalmente fue declarado fallecido. Según la autopsia practicada, Mbayé sufrió un infarto de miocardio que le provocó una parada cardiorrespiratoria.

## Reacciones

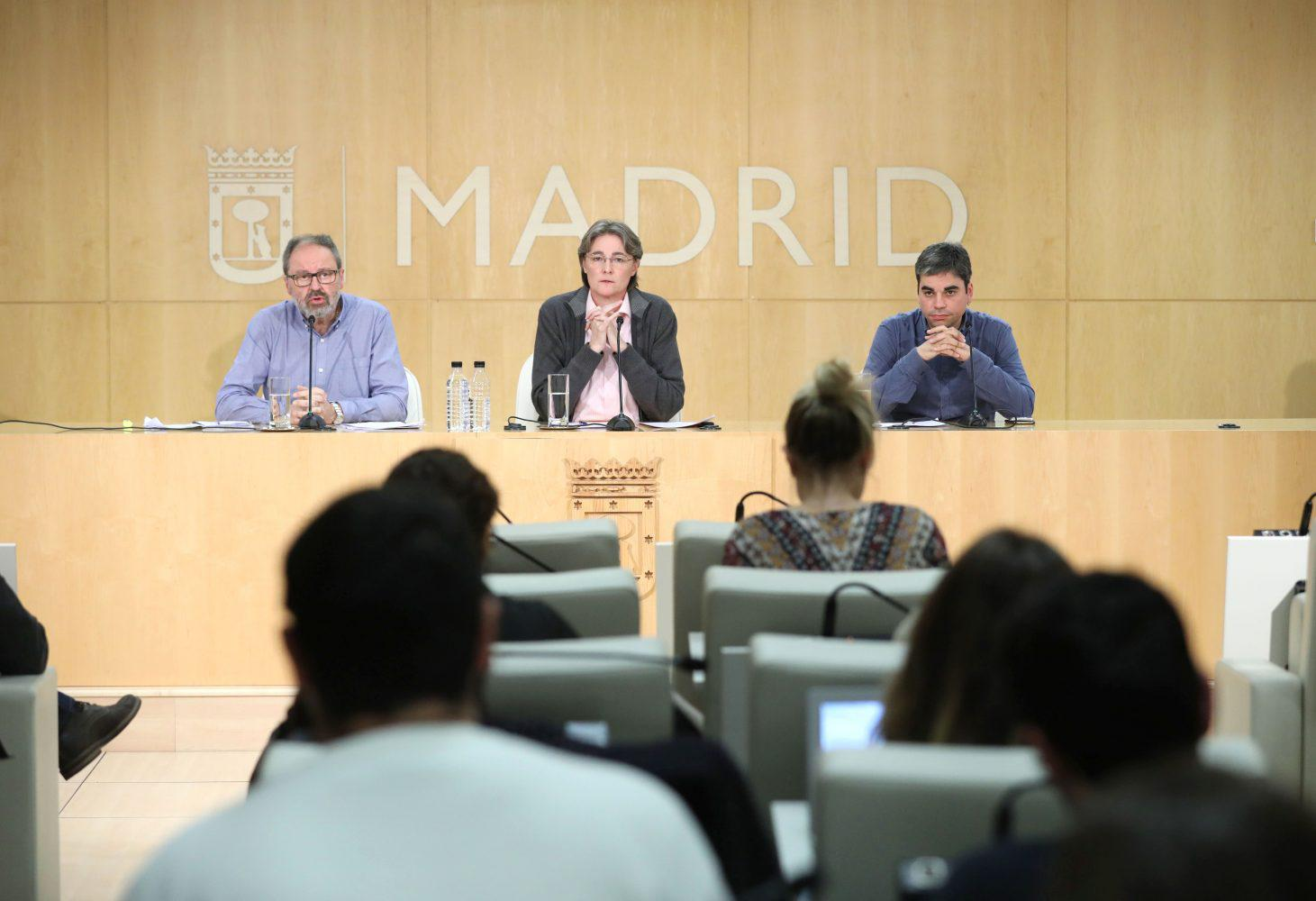
Rueda de prensa del delegado de Salud, Seguridad y Emergencias del Ayuntamiento de Madrid explicando los hechos a la prensa.

La concejala del ayuntamiento madrileño Rommy Arce sustuvo que Mbayé murió por «ser negro» y que fue víctima de la «xenofobia institucional». La Unión de Policía Municipal y la Asociación de Policía Municipal Unificada la denunciaron por estas declaraciones, llevándola a juicio acusándola de cometer un delito de injurias graves, causa que fue archivada por la Audiencia Provincial de Madrid en octubre de 2019 al no apreciar la comisión de ningún delito.
La organización SOS Racismo Madrid emitió un comunicado mostrando su dolor y solidaridad con los familiares del senegalés, a la vez que denunciaron un «racismo institucional» y exigieron una investigación y que se aclaren las responsabilidades. También pidieron la derogación de la Ley de Extranjería.

## Disturbios en Lavapiés
Esa misma noche ocurrieron disturbios en el barrio de Lavapiés motivados por los primeros rumores de brutalidad policial. Al pasar de las horas los congregados fueron aumentando y ocurrieron episodios de  enfrentamientos con vecinos, destrozo de mobiliario urbano, agresiones a la policía y daños a coches de los vecinos, lo que ocasionó que los antidisturbios de la Unidad de Intervención Policial (UIP) cargasen contra los manifestantes. El saldo de los disturbios fue de diez policías nacionales, seis locales y cuatro civiles heridos y seis detenidos.

## Homenajes
Durante el aniversario de su muerte, el Sindicato de Manteros y Lateros de Madrid instaló, sin permiso municipal, una placa en honor a Mbayé que rezaba: «En esta calle murió el 15 de marzo de 2018 Mame Mbayé, víctima del racismo institucional del Estado español», que finalmente fue retirada a los pocos días.
Ese mismo año el colectivo Madrid Street Art Project realizó en la plaza de la Corrala del Sombrerete un grafiti titulado «Oda a la Policía protegiéndonos de Skynet» en homenaje a Mbayé. La obra de arte callejera tuvo el permiso municipal del Ayuntamiento presidido por Manuela Carmena. En 2020, el consistorio, gobernado por el Partido Popular, eliminó el grafiti alegando que podía «incitar al odio» y «aumentar la conflictividad social» en la zona.

## En la ficción
- Serie Antidisturbios[16]